# David Pelletier
David Jacques Pelletier (Sayabec, 22 november 1974) is een Canadees voormalig kunstschaatser. Met zijn partner Jamie Salé werd hij in 2002 olympisch kampioen bij de paren. Salé en Pelletier (in eerste instantie tweede) mochten de gouden medaille delen met het Russische paar Jelena Berezjnaja en Anton Sicharoelidze, nadat een Frans jurylid bekende niet objectief gehandeld te hebben.

## Biografie

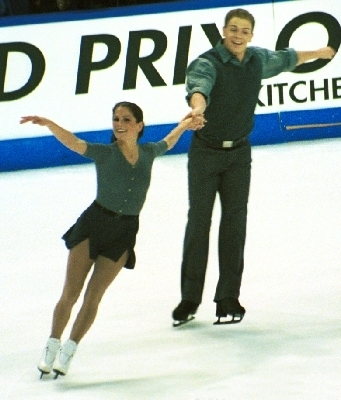
Pelletier en zijn schaatspartner Jamie Salé (2002)

Pelletier begon zijn carrière als paarrijder met Julie Laporte. Samen wonnen ze in 1992 en 1993 de Canadese nationale titels bij de novice en de junioren. Laporte en Pelletier werden in die jaren tevens respectievelijk 5e en 7e op de WK junioren. In 1994 beëindigde hij de samenwerking met Laporte, om met Allison Gaylor vervolgens verder te gaan. Met haar werd hij in 1995 tweede bij de Canadese kampioenschappen; op de WK 1995 werden Gaylor en Pelletier vijftiende. Dit was tevens hun meest succesvolle seizoen. Individueel werd Pelletier dat jaar vierde bij de nationale kampioenschappen. In 1997/98 vormde hij een paar met de veel jongere Caroline Roy, maar vlak voor de Canadese kampioenschappen kwam zijn eerste schaatspartner Laporte in 1998 om het leven bij een verkeersongeluk. Roy en Pelletier schaatsten ondanks alles een nette wedstrijd en eindigden op de zesde plaats.
Al in 1996 werd gepoogd om Pelletier aan Jamie Salé te koppelen, maar pas twee jaar daarna was hun samenwerking een feit. Van 2000 tot en met 2002 waren ze Canadees kampioen bij de paren. Ze wonnen tevens tweemaal de Grand Prix-finale (2001, 2002), tweemaal het Viercontinentenkampioenschap (2000, 2001) en eenmaal de WK (2001). Op Salé en Pelletier lag veel druk om de Russische dominantie bij het paarrijden tijdens de Olympische Winterspelen in Salt Lake City te verbreken en goud te winnen. Tot ontsteltenis van de Canadese media en het publiek eindigden ze op de tweede plek, achter hun rivalen Jelena Berezjnaja en Anton Sicharoelidze. Ondanks de bezwaren accepteerden Salé en Pelletier toch de zilveren medaille. Een dag later bekende een Frans jurylid dat ze onder druk voor het Russische paar gestemd had, in ruil voor een eerste plaats voor de Franse ijsdansers Marina Anissina en Gwendal Peizerat. Het schandaal resulteerde in diverse schorsings en de stem van het Franse jurylid werd doorgestreept. Als gevolg daarvan was er een gelijke uitslag, waarna Salé en Pelletier later die week tijdens een speciale ceremonie alsnog ook de gouden medaille uitgereikt kregen. Het zorgde ook voor een ander jureringssysteem, wat in 2005 ingevoerd werd.
Pelletier was van 2005 tot 2010 gehuwd met Salé. In 2007 kregen ze een zoon. Pelletier werd in 2014 aangenomen als schaatscoach van de Edmonton Oilers.

## Belangrijke resultaten
1990-1993 met Julie Laporte, 1993-1997 met Allison Gaylor, 1997/98 met Caroline Roy, 1998-2002 met Jamie Salé
| Kampioenschap                | 90/91 | 91/92 | 92/93 |               | 93/94         | 94/95         | 95/96         | 96/97         |               | 97/98         |               | 98/99         | 99/00         | 00/01         | 01/02 |
| ---------------------------- | ----- | ----- | ----- | ------------- | ------------- | ------------- | ------------- | ------------- | ------------- | ------------- | ------------- | ------------- | ------------- | ------------- | ----- |
| Olympische Spelen            |       |       |       |               |               |               |               |               |               |               |               | Goud          |               |               |       |
| Wereldkampioenschap          |       |       |       |               | 15e           |               |               |               | t.z.t.        | 4e            | Goud          |               |               |               |       |
| Viercontinentenkampioenschap |       |       |       |               |               |               |               |               | t.z.t.        | Goud          | Goud          |               |               |               |       |
| Grand Prix-finale            |       |       |       |               |               |               |               |               |               | 5e            | Goud          | Goud          |               |               |       |
| Nationaal kampioenschap      |       |       |       | 8e            | Zilver        | 5e            | 6e            | 6e            | Zilver        | Goud          | Goud          | Goud          |               |               |       |
| WK junioren                  |       | 5e    | 7e    | geen deelname | geen deelname | geen deelname | geen deelname | geen deelname | geen deelname | geen deelname | geen deelname | geen deelname | geen deelname | geen deelname |       |
| NK junioren                  | (*)   | (*)   | Goud  | geen deelname | geen deelname | geen deelname | geen deelname | geen deelname | geen deelname | geen deelname | geen deelname | geen deelname | geen deelname | geen deelname |       |

(*) bij de novice
1908: Anna Hübler / Heinrich Burger ·
1920: Ludovika Jakobsson / Walter Jakobsson ·
1924: Helene Engelmann / Alfred Berger ·
1928: Andrée Joly / Pierre Brunet ·
1932: Andrée Brunet / Pierre Brunet ·
1936: Maxi Herber / Ernst Baier ·
1948: Micheline Lannoy / Pierre Baugniet ·
1952: Ria Baran / Paul Falk ·
1956: Sissy Schwarz / Kurt Oppelt ·
1960: Barbara Wagner / Robert Paul ·
1964: Ljoedmila Belooesova / Oleg Protopopov ·
1968: Ljoedmila Belooesova / Oleg Protopopov ·
1972: Irina Rodnina / Aleksej Oelanov ·
1976: Irina Rodnina / Aleksandr Zajtsev ·
1980: Irina Rodnina / Aleksandr Zajtsev ·
1984: Jelena Valova / Oleg Vasiljev ·
1988: Jekaterina Gordejeva / Sergej Grinkov ·
1992: Natalja Misjkoetjonok / Artoer Dmitrijev ·
1994: Jekaterina Gordejeva / Sergej Grinkov ·
1998: Oksana Kazakova / Artoer Dmitrijev ·
2002: Jelena Berezjnaja / Anton Sicharoelidze en Jamie Salé / David Pelletier ·
2006: Tatjana Totmjanina / Maksim Marinin ·
2010: Shen Xue / Zhao Hongbo ·
2014: Tatjana Volosozjar / Maksim Trankov ·
2018: Aliona Savchenko / Bruno Massot ·
2022: Sui Wenjing / Han Cong
- International Standard Name Identifier: 0000 0004 4884 443X